# 화성직업훈련교도소
화성직업훈련교도소는 대한민국의 교도소이다. 경기도 화성시 마도면 석교리 238-12번지(화성로 741)에 있다.